# مردان جراحی پلاستیک
مردان جراحی پلاستیک (انگلیسی: Men of Plastic; کره‌ای: 압꾸정) یک فیلم کمدی درام محصول سال ۲۰۲۲ کره جنوبی و به کارگردانی لیم جین سون و با بازی ما دونگ سوک و جونگ کیونگ هو است. این فیلم در ۳۰ نوامبر ۲۰۲۲ منتشر شد.

## تولید
تصویربرداری اصلی در اوت ۲۰۲۰ آغاز شد و در ۲۰ نوامبر ۲۰۲۰ به پایان رسید.
در ۳۰ اکتبر ۲۰۲۲، اعلام شد که کنفرانس مطبوعاتی مردان جراحی پلاستیک به دلیل حادثه ازدحام هالووین سئول لغو شد.